# DJMAX Portable 2
디제이맥스 포터블 2(DJMAX Portable 2, DMP2)는 대한민국의 게임 개발사인 펜타비전에서 개발한 음악 게임이다. 온라인 게임으로 만들어진 디제이맥스를 플레이스테이션 포터블용으로 이식한 디제이맥스 포터블의 후속작이다. 최종적으로 9만 장의 판매고를 올렸다.

## 디제이맥스 포터블과의 차이점
전작의 곡이 몇 곡 없고, 대신 신곡이 대량으로 추가되었다.
디제이맥스 Emotional Sense Vol.2에서 호평받았던 몇몇 곡과 함께 디제이맥스 포터블 2를 위한 신곡이 대량 추가되었으며, 곡의 볼륨은
총 60곡에 달하는 방대한 양을 수록하고 있다. (디제이맥스 포터블은 54+1곡)
네트워크 배틀 모드(Ad-Hoc 사용)가 새롭게 추가되어 1:1 무선통신대전이 가능해졌으며, Link Disc 모드를 이용하면
전작의 수록곡을 디제이맥스 포터블 2의 시스템으로 즐길 수 있다.(링크디스크 이용 횟수에 따라 컬렉션 요소도 추가.)
PSP™ 게임 최초로 PSP™ 리모콘을 게임 내에서 사용할 수 있게 하였으며(OST모드에서 재생 시 리모콘 사용 가능),
코드 입력을 통한 인터넷 랭킹에도 참여할 수 있게 배려하였다.(기록은 3개월 단위로 갱신)

## 게임 모드
4B Tunes
4개의 버튼을 활용해 연주하는 초보자용 게임 모드. 총 4개의 스테이지를 클리어해 종합 점수를 기록,그 스코어로 ‘오피셜 월드 DJ 랭킹(4~8B TUNES만 가능)’에 참가할 수 있다. 기본적인 연주 방법을 익힐 수 있으며, 앞으로 다양한 모드로 뻗어나가기 위한 시작점이라 할 수 있다.
플레이스테이션 포터블™의 ←,↑,△,○ 키만을 사용한다. L/R 버튼은 플레이 배속 감소/증가.
5B Tunes
5개 라인에서 내려오는 노트를 연주하되, 총 6개의 버튼을 활용하는 [디제이맥스 포터블 2]만의 오리지널 게임 모드. 2개의 버튼(→/□버튼)으로 가운데 노트를 연주하는 중복 키 시스템을 사용하고 있어, 어떻게 연주하느냐에 따라 곡의 난이도가 달라지는 독특한 모드이다. 초보자에서 중급자로 넘어가는 유저들을 위한 중간단계의 플레이 모드.
플레이스테이션 포터블™의 ←,↑,→/□(두 키는 동일한 위치),△,○ 키 사용. L/R버튼은 4B Tunes와 동일.
6B Tunes
6개의 버튼을 활용해 연주하는 상급자용 게임 모드로, 노트의 크기가 작아지고 동시에 내려오는 노트의 숫자가 많아져 보다 높은 실력이 필요하다. 또한 8B TUNES의 기본이 되는 연주방식이기도 하다.
플레이스테이션 포터블™의 ←,↑,→,□,△,○ 키 사용. L/R버튼은 4B/5B Tunes와 동일.
8B Tunes
8개의 버튼을 활용해 연주하는 매니아용 게임 모드. 코어 유저들을 위한 고난이도 플레이 모드로, 플레이스테이션 포터블™의 ←,↑,→,□,△,○ 키, L버튼은 ←,↑,→키의 3개 라인을, R버튼은 □,△,○키의 3개 라인을 처리한다.
FreeStyle
4~8B TUNES의 곡들을 자유롭게 연주하는 모드.
DJMax Portable2에서는 FREESTYLE 모드 속에서 버튼을 통해 4~8B TUNES를 변경, 자유롭게 다양한 곡들을 연주할 수 있다.
또한 FREESTYLE 모드의 성격이 바뀌어, 일반 모드에서 클리어한 곡들을 FREESTYLE 모드에 등록시켜 연습할 수 있도록 변경되었다.
Xtreme Challange
DJMax Portable2에서 새롭게 선보이는 모드인 익스트림 챌린지는 무려 70개 이상의 미션이 준비된 방대한 볼륨을 자랑한다. 각 미션에는 SCORE, FEVER, RATE, BREAK, COMBO의 5가지 조건 중 몇 가지가 걸려 있으며, 이를 돌파해야만 클리어 가능하다. 다양한 캐릭터 및 히든 아이템의 획득, 그리고 실력을 가늠할 수 있는‘칭호’를 바로 익스트림 챌린지에서 획득할 수 있다.
Network
플레이스테이션 포터블™의 Ad-Hoc 모드를 활용해 2명의 DJ가 스코어 배틀을 펼치는 모드.
곡마다 다른 FEVER 타이밍을 캐치해 상대 DJ와 배틀을 할 수 있으며, 상대방과의 칭호의 차이에 따라 많은 보상을 얻을 수 있으며, 승수에 따라 다양한 히든 요소를 획득할 수 있다.
Linked Disc
DJMax Portable 1을 DJMax Portable 2의 시스템으로 즐길 수 있게 해주는 모드, 하기 위해서는 DJMax Portable 1의 UMD™가 필요하다. 'Linked Disc'모드에서는 DJMax Portable1에서 사용되었던 각곡의 BGA대신 범용BGA가 사용된다.Link Disc를 이용해 DJMax Portable 2의 히든 요소를 DJMax Portable과의 연동으로 해금시킬 수 있다.
OPTION
시스템의 전반적인 내용을 조작할 수 있다.